# حزب پیشرفت ملی ارمنستان
حزب پیشرفت ملی ارمنستان (ارمنی: Ազգային առաջընթաց կուսակցություն، آوانگاری: Azgayin arrajynt’ats’ kusakts’ut’yun) یک حزب سیاسی در ارمنستان است که در ۳ اکتبر ۲۰۱۸ توسط گروهی از فعالان سیاسی پس از انقلاب مخملی ارمنستان ۲۰۱۸ تأسیس شد.

## تاریخچه
بنیان‌گذاران این حزب شامل چندین فعال از جنبش‌های مختلف مدنی و محیط‌زیستی، از جمله اعتراضات یروان الکتریکی ۲۰۱۵، بودند. بیشتر این فعالان همچنین اعضای جنبشی به نام «ما این کشور هستیم» بودند که در آوریل ۲۰۱۶ تحت شعار «ما در کنار سربازانمان هستیم» به سمت کاخ ریاست جمهوری راهپیمایی کردند.
این حزب پلتفرم خود را به‌طور رسمی در جریان کنوانسیون تأسیسی خود که در ۳ اکتبر ۲۰۱۸ در ایروان برگزار شد، اعلام کرد.
این حزب تنها حزب سیاسی شرکت‌کننده در انتخابات ۲۰۱۸ بود که ریاست آن را یک زن، لوسینه هارویان، بر عهده داشت. تقریباً ۴۰٪ از اعضای حزب را زنان تشکیل می‌دهند.
در آوریل ۲۰۱۹، لوسینه هارویان اعلام کرد که از رهبری حزب کناره‌گیری می‌کند.
در ۵ آوریل ۲۰۲۱، هیئت مدیره حزب پیشرفت ملی تصمیم خود را برای پیوستن به ائتلاف سیاسی قطب ملی دموکراتیک اعلام کرد. این تصمیم به دنبال ناآرامی‌های سیاسی جاری در کشور اتخاذ شد.
برخی از اعضای این حزب با حزب قدرت نوین همکاری می‌کنند.
در جریان اعتراضات ۲۰۲۴ ارمنستان، این حزب اعلام کرد که از جنبش «تاووش برای میهن» که توسط نمایندگان رژیم سابق رهبری می‌شود، حمایت نخواهد کرد.

## ایدئولوژی
حزب، لیبرالیسم اجتماعی را به‌عنوان ایدئولوژی اصلی خود اعلام کرده است، اما اعضای حزب تأیید کرده‌اند که این حزب به‌طور مشخص سوسیالیست نیست.
این حزب همچنین از دولت رفاه، افزایش مهاجرت، توسعه مناطق روستایی، تقویت طبقه متوسط حمایت می‌کند و طرفدار یک اقتصاد بازار تنظیم‌شده، گسترش حقوق مدنی و سیاسی، از جمله دموکراسی مستقیم و آزادی مطبوعات است.
از نظر سیاست خارجی، حزب از اتحاد ارمنستان و جمهوری آرتساخ حمایت می‌کند و بر توسعه روابط قوی‌تر با گرجستان، اتحادیه اروپا، ایالات متحده، ایران، هند، ژاپن و چین تأکید دارد، در حالی که روابط مثبت با روسیه را حفظ می‌کند. با این حال، حزب معتقد است که ارمنستان باید عضویت خود را در اتحادیه اقتصادی اوراسیا لغو کرده و بر یکپارچگی غربی و ادغام اروپا تمرکز کند.

## سوابق انتخاباتی
در ۹ دسامبر ۲۰۱۸، حزب پیشرفت ملی در انتخابات پارلمانی ارمنستان (۲۰۱۸) شرکت کرد. این حزب ۹۴ نامزد در سراسر کشور معرفی کرد.
در طول کارزار انتخاباتی ۲۰۱۸، حزب پیشرفت ملی از نیکول پاشینیان، نخست‌وزیر و رهبر انقلابی، به دلیل کنار گذاشتن برنامه انقلابی انتقاد کرد. این انتقادات شامل عدم اصلاح قانون اساسی، قانون انتخابات، قانون احزاب سیاسی و عدم اجرای عدالت انتقالی پیش از برگزاری انتخابات زودهنگام بود. حزب پیشرفت ملی خواستار لغو مصونیت اعضای پارلمان، اصلاحات قانون اساسی، اصلاحات منطقه‌ای و تقویت حقوق بشر شهروندان بود.
پس از انتخابات ۲۰۱۸، این حزب ۴۱۲۱ رأی، معادل ۰٫۳۳٪ از آرای عمومی را کسب کرد. از آنجا که این میزان کمتر از حداقل ۵٪ مورد نیاز بود، این حزب نتوانست هیچ کرسی‌ای در مجلس ملی به دست آورد. پس از اعلام نتایج انتخابات، اعضای حزب تأکید کردند که به‌عنوان یک اپوزیسیون خارج از پارلمان به فعالیت‌های خود ادامه خواهند داد و تحولات را دنبال می‌کنند.
این حزب تأیید کرد که در انتخابات پارلمانی ارمنستان در سال ۲۰۲۱ به‌عنوان بخشی از ائتلاف قطب ملی دموکراتیک شرکت خواهد کرد. پس از انتخابات، قطب ملی دموکراتیک ۱٫۴۹٪ از آرای عمومی را به دست آورد و موفق به کسب کرسی در مجلس ملی نشد.
این حزب در انتخابات شورای شهر ایروان در سال ۲۰۲۳ شرکت کرد و هایک ماروتیان، شهردار ایروان سابق، به‌عنوان نامزد شهرداری از سوی این حزب معرفی شد. پس از انتخابات، حزب موفق شد ۱۸٫۸۹٪ از آرا را کسب کند و ۱۴ کرسی در شورای شهر ایروان به دست آورد.